# 羅贊 (城鎮)

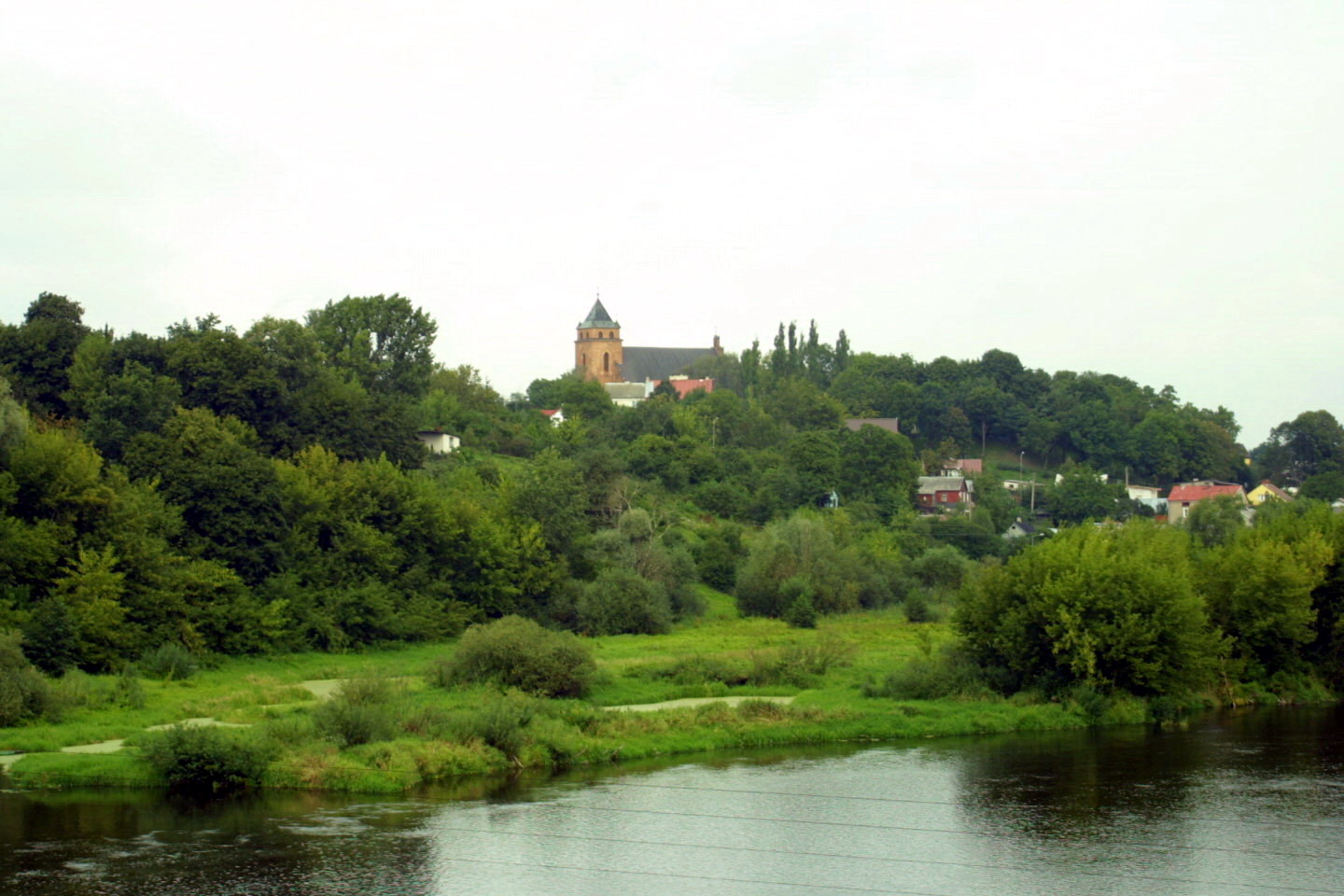

羅贊是波蘭的城鎮，位於該國東北部納雷夫河右岸，由馬佐夫舍省負責管轄，面積6.67平方公里，鎮上的教堂建於十六世紀，2006年人口2,661。

## 外部連結
- Jewish Community in Różan （页面存档备份，存于） on Virtual Shtetl